# Orticaria da pressione
Per  orticaria da pressione  (ODP), in campo medico, si intende una forma di orticaria simile come caratteristiche a quella cronica.

## Presentazione clinica
I sintomi e i segni clinici consistono in:
- comparsa di pomfi o edemi
- prurito
- dolore acuto e persistente nelle zone interessate.

## Eziologia
Le cause si riconducono a uno stimolo esterno che ha causato una pressione eccessiva per il corpo. I pomfi si manifestano dopo diverse ore dall'azione eziologica. Vi è un concomitante aumento delle chinine e dell'istamina.

## Esami
Oltre all'anamnesi si ricorre all'esame obiettivo semplice, dove in particolare basta una forte pressione su un avambraccio o su una spalla per diversi minuti per diagnosticare la malattia.

## Terapia
Il trattamento è farmacologico, anche se la somministrazione di antistaminici non fornisce buoni risultati.